# Nu Librae
Nu Librae o Zuben Hakrabi (ν Lib / ν Librae) è una stella gigante arancione di magnitudine 5,19 situata nella costellazione della Bilancia. Dista 765 anni luce dal sistema solare.

## Osservazione
Si tratta di una stella situata nell'emisfero celeste australe; grazie alla sua posizione non fortemente australe, può essere osservata dalla gran parte delle regioni della Terra, sebbene gli osservatori dell'emisfero sud siano più avvantaggiati.
Nei pressi dell'Antartide però appare circumpolare, mentre resta sempre invisibile solo in prossimità del circolo polare artico. La sua magnitudine pari a 5,19 fa sì che possa essere scorta con difficoltà ad occhio nudo, e solo con un cielo sufficientemente libero dagli effetti dell'inquinamento luminoso.
Il periodo migliore per la sua osservazione nel cielo serale ricade nei mesi compresi fra maggio e settembre; da entrambi gli emisferi il periodo di visibilità rimane indicativamente lo stesso, grazie alla posizione della stella non lontana dall'equatore celeste.

## Caratteristiche fisiche
La stella è una gigante arancione, molto brillante: infatti presenta una magnitudine assoluta di -1,21, e la sua relativamente tenue magnitudine visuale è giustificata dall'elevata distanza. si tratta dunque di una stella in avanzato stadio evolutivo.

## Parametri orbitali
La sua velocità radiale negativa indica che la stella si sta avvicinando al sistema solare, e descrive un'orbita intorno al centro galattico muovendosi con una velocità relativa rispetto al Sole di 45,3 Km/s, con un periastro di 15100 e un apoastro di 23700 anni luce dal centro della Galassia.

## Occultazioni
Per la sua posizione prossima all'eclittica, è talvolta soggetta ad occultazioni da parte della Luna e, più raramente, dei pianeti, generalmente quelli interni.
L'ultima occultazione lunare si è verificata il 17 aprile 2014.